# Temptation (pjesma New Ordera)
Temptation je samostalni singl koji je objavio britanski sastav New Order putem izdavačke kuće Factory Records. Singl je dosegnuo 29. mjesto na top ljestvici UK singlova 1982. godine.

### Originalno izdanje
Singl je snimljen za 12" LP, ali je glazbeni inženjer Peter Woolliscroft naknadno prilagodio pjesmu za 7" ploču. Pjesma u 7" inačici više je struktuirana i ima izraženiji pop prizvuk; 12" LP verzija je kaotičnija s jače izraženim elektro ritmom od melodije. 7" verzije pjesama prilagođene su za sviranje na 33.3 rpm gramofonima kako bi na ploču stalo 5 i pol minuta glazbe. Obje verzije pjesama imaju isti kataloški broj FAC 63, unatoč razlikama koje postoje između njih.
Duža verzija Temptationa i njene b strane Hurt su se pojavile na New Orderovoj kompilacijskoj EP ploči 1981-1982, koja je objavljenja nekoliko mjeseci nakon singla.
Na omotu singla ne spominje se ni ime sastava, niti imena njegovih članova, već je samo utisnuta katološka oznaka "FAC 63" na prednjoj strani omota.
U dužoj verziji pjesme može se čuti jasan vrisak u uvodu pjesme. Bernard Sumner objasnio je da je vrisak nastao jer su mu ostali članovi grupe bacili grudu snijega niz majcu tokom snimanja.

### Popis pjesama
- UK 12" Fac 63 (1982) 7"

| 1. | »Temptation« | 5:21 |

| 1. | »Hurt« | 4:47 |

- UK 12" Fac 63 (1982) 12"

| 1. | »Temptation« | 8:47 |

| 1. | »Hurt« | 8:13 |

## Druga izdanja
Pjesma je nanovo snimljena i objavljenja 1987. godine na kompilacijskom albumu Substance. Nova verzija pjesme je poznata i pod nazivom Temptation 87 i jedna je od najpoznatijih New Orderovih pjesama jer se pojavila na glazbenom zapisu filma Trainspotting.
Pjesma je ponovno nanovo snimljena 1998. godine, nakon petogodišnje pauze New Ordera. Pjesma je slična verziji iz 1987. godine, ali je kraća jer je izbačen dugi uvod. Ova verzija pjesme je poznata i pod nazivom Temptation 98 i pojavila se na kompilacijskom albumu Retro.
Od svih pjesama, New Order je na koncertima najviše puta izveo upravo Tempation.